# 素嚢乳

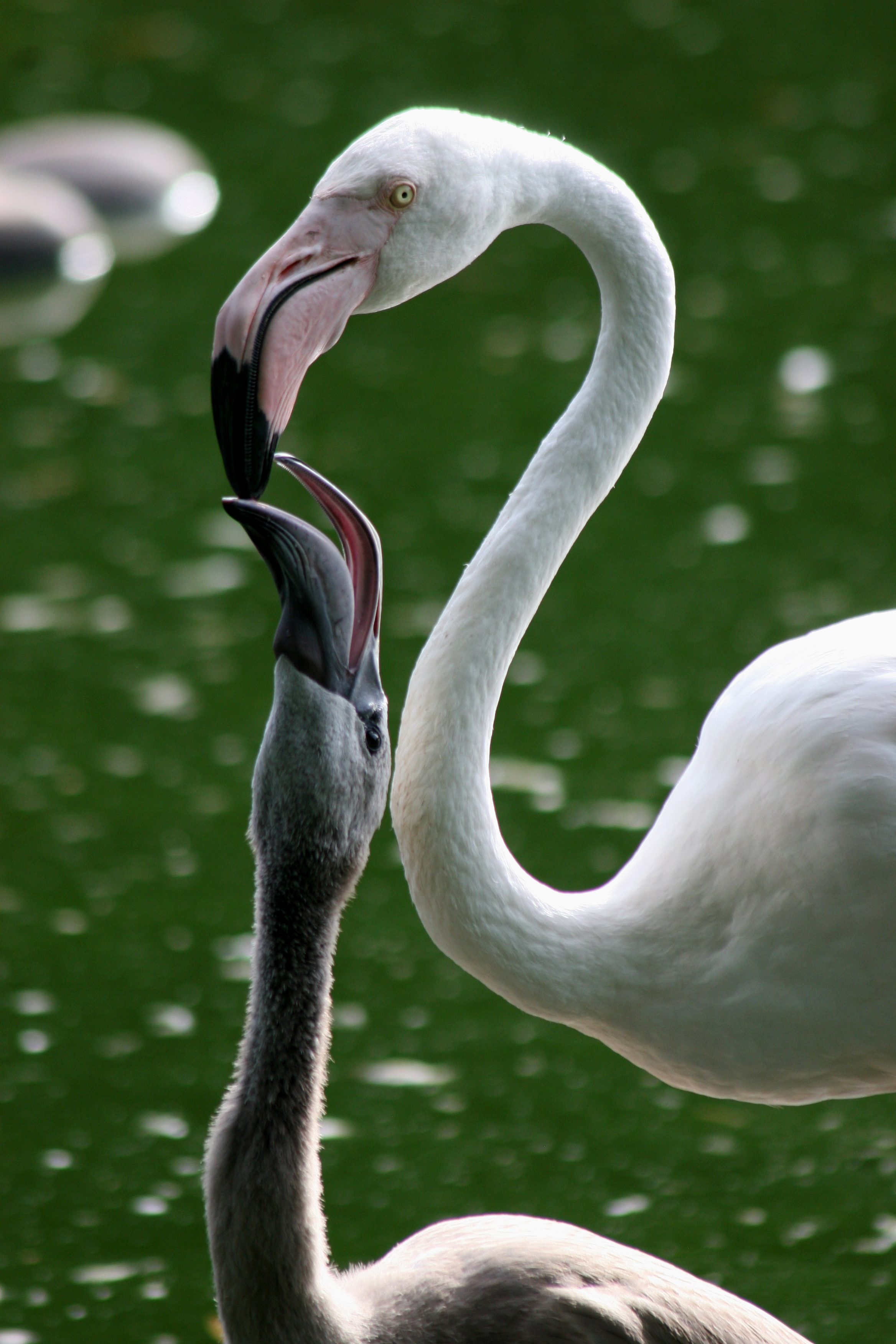
親鳥から素嚢乳を与えられているフラミンゴの若鳥（スイス、バーゼル動物園）

素嚢乳（そのうにゅう、英: Crop milk）は、素嚢の内壁から分泌され、育雛の際に吐き戻しによって子に与えられる液体で、主に鳥類のハト目において見られるため、英語ではピジョン・ミルク（pigeon milk、鳩乳の意）とも呼ばれるが、 フラミンゴにも見られる。
この物質はコウテイペンギンでも生成されるが、素嚢でなく食道から分泌される
。

## 哺乳類の母乳との違い
素嚢乳では、含まれる固形分（いわゆる乳固形分に相当する成分）が哺乳類の母乳と似ているが、ヒトやウシの母乳と比べると、たんぱく質と脂肪分の含有率が非常に高い。また哺乳類ではメスだけしか母乳を作り与えることができないのと違い、素嚢乳はオスとメスの両方の成鳥で作られ、双方が子に与える。

## ハトの育雛における素嚢乳
ハトの場合、ヒナが孵化する約二日前から、親鳥の素嚢乳が作られ始める。生まれたばかりのヒナは固形物を消化できないため、親鳥は素嚢乳が作られ始めると同時に採餌を止め、ヒナに与えられる素嚢乳に固形物が混入することがないようにする。孵化後約1週間程度、ヒナは素嚢乳だけで育つ。その後親鳥は、自らの素嚢にしばらく保持することで柔らかくしたエサを、素嚢乳とともにヒナに与え始める。素嚢乳は孵化後2週間程度まで与えられる。
ハトは2個ずつ卵を産むが、そのうちの一つが孵化しなかった場合、孵化した方のヒナは2頭分の素嚢乳を与えられることになり、孵化後1週間で、結果的に体重が通常の2倍程度になる。
ハトの素嚢乳は非常に栄養価が高いため、ハトのヒナの人工飼育においては、素嚢乳をどう代替するかが大きな問題となる。それには、市販品もあるが、乾燥大豆たんぱくをベースに作ったものが用いられる。